# Muralha de Santiago de Compostela

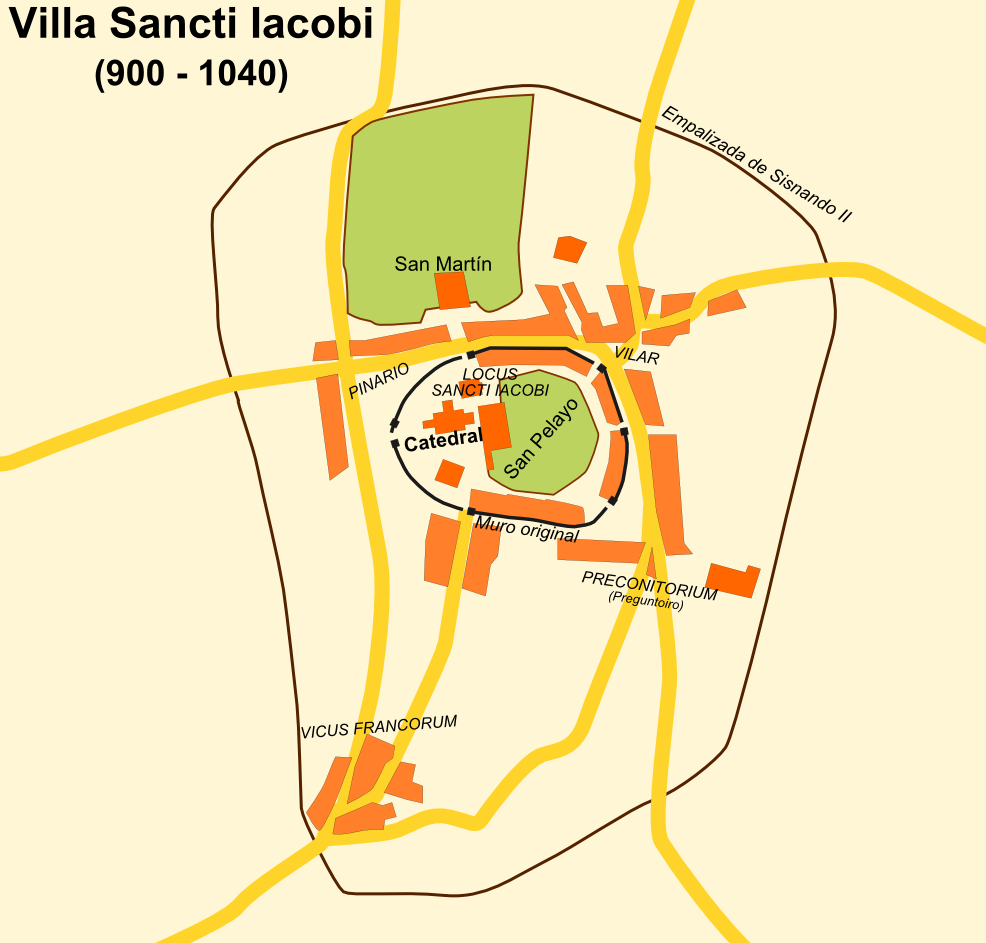
Extensão da Villa Sancti Iacobi. Aparecem os bairros existentes entre os anos 900 e 1040, as linhas da muralha e a paliçada de

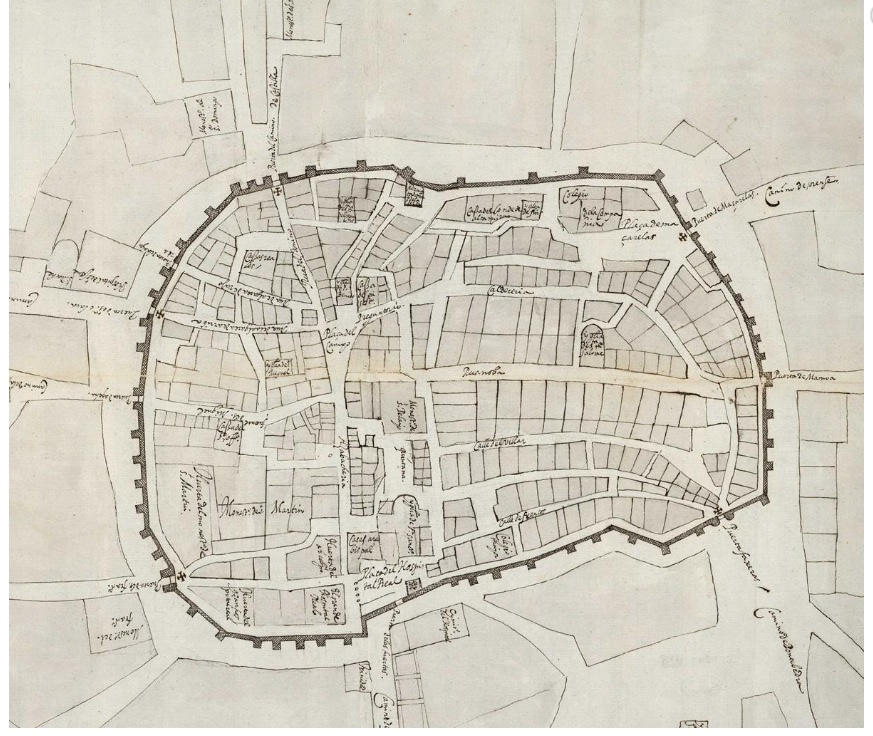
Mapa de Santiago de Compostela em 1595

A muralha de Santiago de Compostela, da qual restam apenas alguns lanços, rodeava a cidade de Santiago de Compostela até o seu derrube no século XIX.

## História
O bispo Sisnando II mandou rodear com uma muralha, ou mesmo ampliar a anterior, os edifícios que se construíram em redor da Catedral de Santiago de Compostela incluindo a praça da Quintana, o Convento de São Paio de Antealtares e o território circundante.
Crescónio, em meados do século XI, substitui-a por outra que abrangia o burgo compostelano que se fora formando extramuros desde os tempos da muralha primitiva.
Nos séculos XIV e XV abriram-se as portas das Algalias, Porta de San Fiz e Porta do Souto. O concelho era o encarregado da conservação da muralha.
Hoje só se conserva a Porta de Mazarelos, e supostamente parte do lanço do lado do Mosteiro de São Martinho Pinário, perto do Convento de São Francisco do Val de Deus.